# Jason Ritter
Jason Morgan Ritter (Los Angeles, 17 febbraio 1980) è un attore statunitense.

## Biografia
Nato a Los Angeles, figlio dell'attrice Nancy Morgan e dell'attore John Ritter, i nonni paterni erano il musicista country Tex Ritter e l'attrice Dorothy Fay. La sua matrigna è Amy Yasbeck. Ha tre fratelli, Carly, Tyler e Noah Lee. Si è diplomato presso la Tisch School of the Arts della New York University, e ha studiato recitazione alla Royal Academy of Dramatic Art di Londra.
Dopo alcuni lavori televisivi, debutta al cinema nel 1999 con Mumford di Lawrence Kasdan. Nel 2002 recita nel thriller Swimfan - La piscina della paura, mentre nel 2003 prende parte all'horror Freddy vs. Jason. Recita nella serie televisiva Joan of Arcadia, interpretando Kevin Girardi, mentre nel 2004 recita in Nata per vincere con Hilary Duff.
Prende parte ai film Happy Endings (2005), Lenexa, 1 Mile (2006) e Il prescelto (2006). Nel 2007 recita in The Education of Charlie Banks, esordio alla regia di Fred Durst, mentre nel 2008 Oliver Stone gli offre la parte di Jeb Bush nel film W..
Nel 2010, dopo aver preso parte ad alcuni episodi di Parenthood, diventa il protagonista della serie televisiva The Event, che  debutta sulla NBC nell'autunno dello stesso anno. Nel 2012 prende parte anche a un episodio pilota non ordinato per diventare un telefilm: County.
Dal 2013 è legato all'attrice Melanie Lynskey, dalla quale ha avuto un figlio nel dicembre 2018.

## Filmografia

### Attore

#### Cinema
- Mumford, regia di Lawrence Kasdan (1999)
- PG, regia di Ryan Gould – cortometraggio (2002)
- Swimfan - La piscina della paura (Swimfan), regia di John Polson (2002)
- Freddy vs. Jason, regia di Ronny Yu (2003)
- Smash the Kitty, regia di Brian David Cange – cortometraggio (2003)
- Nata per vincere (Raise Your Voice), regia di Sean McNamara (2004)
- Happy Endings, regia di Don Roos (2005)
- Our Very Own, regia di Cameron Watson (2005)
- Placebo, regia di Michael Steinbach – cortometraggio (2005)
- Perceptions, regia di Randy Vasquez, Dawn Grabowski (2005)
- Lenexa, 1 Mile, regia di Jason Wiles (2006)
- Il prescelto (The Wicker Man), regia di Neil LaBute (2006)
- The Education of Charlie Banks, regia di Fred Durst (2007)
- Good Dick, regia di Marianna Palka (2008)
- Love Shooting (The Deal: Sexy Backstage), regia di Steven Schachter (2008)
- T Takes: Room 23, regia di Brody Baker – cortometraggio (2008)
- W., regia di Oliver Stone (2008)
- Peter and Vandy, regia di Jay DiPietro (2009)
- The Perfect Age of Rock 'n' Roll, regia di Scott Rosenbaum (2009)
- The Dry Land, regia di Ryan Piers Williams (2010)
- Morning, regia di Leland Orser (2010)
- White Horse, regia di Michael Graham – cortometraggio (2010)
- A Bag of Hammers, regia di Brian Crano (2011)
- The Perfect Family, regia di Anne Renton (2011)
- The Break In, regia di Jaime King – cortometraggio (2011)
- Brooklyn Brothers Beat the Best, regia di Ryan O'Nan (2011)
- They're with Me, regia di Rachel Fleischer – cortometraggio (2011)
- The Five Stages of Grief, regia di Jessica Brickman – cortometraggio (2011)
- Atlantis, regia di Matthew Ornstein – cortometraggio (2011)
- The End of Love, regia di Mark Webber (2012)
- Free Samples, regia di Jay Gammill (2012)
- Angel of Death, regia di Bradley Scott – cortometraggio (2012)
- Trying, regia di Ross Novie – cortometraggio (2012)
- The Golden Age, regia di Benjamin Hjelm e Emily DeGroot – cortometraggio (2012)
- Manhattan Mixtape, regia di Matthew C. Johnson – cortometraggio (2012)
- Boats Against the Current, regia di David Anderson – cortometraggio (2012)
- The East, regia di Zal Batmanglij (2013)
- I Am I, regia di Jocelyn Towne (2013)
- Teddy Bears (The Big Ask), regia di Thomas Beatty, Rebecca Fishman (2013)
- The Sidekick, regia di Michael J. Weithorn – cortometraggio (2013)
- The Goldfish, regia di Mathieu Young – cortometraggio (2013)
- Hits, regia di David Cross (2014)
- Wild Canaries, regia di Lawrence Michael Levine (2014)
- We'll Never Have Paris, regia di Simon Helberg, Jocelyn Towne (2014)
- There's Always Woodstock, regia di Rita Merson (2014)
- About Alex, regia di Jesse Zwick (2014)
- Meet Me in Montenegro, regia di Alex Holdridge e Linnea Saasen (2014) – non accreditato
- Qualcosa di buono (You're Not You), regia di George C. Wolfe (2014)
- 7 Minutes, regia di Jay Martin (2014)
- Always Worthy, regia di Marianna Palka (2015)
- Oh Gallow Lay, regia di Julian Wayser – cortometraggio (2015)
- The Steps, regia di Andrew Currie (2015)
- The Meddler - Un'inguaribile ottimista (The Meddler), regia di Lorene Scafaria (2015)
- Embers, regia di Claire Carré (2015)
- The Intervention, regia di Clea DuVall (2016)
- Dream Boy, regia di Jon Danovic – cortometraggio (2016)
- Carrie Pilby, regia di Susan Johnson (2016)
- Cover Up, regia di Satya Bhabha – cortometraggio (2016)
- The Labyrinth, regia di John Berardo, Jessica Kaye, Katrelle N. Kindred, Quyen Nguyen Le, Victoria Rose, Kaushik Sampath, Camila Ohara Tanabe e Tarek Tohme (2017)
- Bitch, regia di Marianna Palka (2017)
- Your Day, regia di Ginger Gonzaga – cortometraggio (2017)
- Baby Kate, regia di Jennifer Lafleur – cortometraggio (2020)

#### Televisione
- Il sognatore di Oz (The Dreamer of Oz), regia di Jack Bender – film TV (1990)
- Il tempo della nostra vita (Days of Our Lives) – soap opera, puntate sconosciute (1999)
- Undressed – serie TV, episodi sconosciuti (1999)
- Law & Order - I due volti della giustizia (Law & Order) – serie TV, episodio 11x12 (2001)
- Hack – serie TV, episodio 1x05 (2002)
- Law & Order - Unità vittime speciali (Law & Order: Special Victims Unit) – serie TV, episodio 4x20 (2003)
- Joan of Arcadia – serie TV, 45 episodi (2003-2005)
- The Class - Amici per sempre (The Class) – serie TV, 19 episodi (2006-2007)
- Mercy – serie TV, episodio 1x09 (2009)
- Parenthood – serie TV, 32 episodi (2010-2014)
- The Event – serie TV, 22 episodi (2010-2011)
- Sketchy – serie TV, episodio 1x18 (2012)
- NTSF:SD:SUV:: – serie TV, episodio 2x04 (2012)
- County, regia di Jeffrey Reiner – episodio pilota scartato (2012)
- Call Me Crazy: A Five Film, regia di Laura Dern, Bryce Dallas Howard, Bonnie Hunt, Ashley Judd, Sharon Maguire – film TV (2013)
- Ghost Girls – webserie, webisodi 1x01-1x07 (2013)
- Us & Them – serie TV, 7 episodi (2013-2014)
- Drunk History – serie TV, 8 episodi (2013-2018)
- Garfunkel and Oates – serie TV, episodio 1x08 (2014)
- Person of Interest – serie TV, episodio 4x05 (2014)
- Key and Peele – serie TV, episodio 4x05 (2014)
- Another Period – serie TV, 26 episodi (2015-2018)
- Girls – serie TV, 5 episodi (2015-2016)
- Golia (Goliath) – serie TV, episodi 1x06-1x07-1x08 (2016)
- Una mamma per amica - Di nuovo insieme (Gilmore Girls: A Year in the Life) – miniserie TV, puntata 04 (2016)
- Tales of Titans – serie TV, 8 episodi (2017)
- Kevin (Probably) Saves the World – serie TV, 16 episodi (2017-2018)
- The Long Road Home, regia di Phil Abraham e Mikael Salomon – miniserie TV (2017)
- The Tale, regia di Jennifer Fox – film TV (2018)
- A Million Little Things – serie TV, 9 episodi (2019-2020)
- Dion (Raising Dion) – serie TV, 9 episodi (2019)
- Quest – miniserie TV, 8 puntate (2019)
- Superstore – serie TV, episodio 5x20 (2020)
- Gen V - serie TV (2023)
- Matlock - serie TV (2024)

### Doppiatore
- The Real Story of O Christmas Tree – cortometraggio (1991)
- Earth Day, regia di Michiko Byers, Meredith Casey – cortometraggio (2001)
- Weasel Town – serie animata, 10 episodi (2012)
- Gravity Falls – serie animata, 40 episodi (2012-2016)
- Guida di Dipper all'inspiegabile (Gravity Falls Shorts) – serie animata, 14 episodi (2013-2014)
- Robot Chicken – serie animata, episodio 6x21 (2013)
- Wander (Wander Over Yonder) – serie animata, episodio 2x13 (2016)
- Skylanders Academy – serie animata, episodio 2x13 (2017)
- Frozen II - Il segreto di Arendelle (Frozen II), regia di Chris Buck e Jennifer Lee (2019)

## Doppiatori italiani
Nelle versioni in italiano delle opere in cui ha recitato, Jason Ritter è stato doppiato da:
- Marco Vivio in Mumford, Nata per vincere, The Education of Charlie Banks, Parenthood, The Event, Person of Interest, Gen V
- David Chevalier in Joan of Arcadia, W.
- Francesco Pezzulli in Freddy vs. Jason, Carrie Pilby
- Flavio Aquilone in Love Shooting, About Alex
- Fabrizio Manfredi in Swimfan - La piscina della paura
- Leonardo Graziano in Happy Endings
- Edoardo Stoppacciaro in Il prescelto
- Luigi Ferraro in The East
- Davide Perino in Qualcosa di buono
- Roberto Certomà in The Class - Amici per sempre
- Stefano Macchi in Golia
- Andrea Mete in The Tale
- Gabriele Lopez in Dion

Da doppiatore è sostituito da:
- Simone Lupinacci in: Gravity Falls
- Davide Perino in: Frozen II - Il segreto di Arendelle